# Zvodno
Zvódno je naselje ob jugovzhodnem delu Celja.

## Prebivalstvo
Etnična sestava 1991:
- Slovenci: 216 (91,1 %)
- Albanci: 3 (1,3 %)
- Muslimani: 2
- Hrvati: 1
- Neznano: 15 (6,3 %)